# Studnice, Náchod
Studnice là một làng thuộc huyện Náchod, vùng Královéhradecký, Cộng hòa Séc.